# Al-Hilla
al-Ḥilla è una città dell'Iraq centrale che sorge sul fiume Eufrate, 100 km a sud di Baghdad, con una popolazione calcolata di 544.161 abitanti nel 2010. 

## Geografia
Fondata ai primi del XII secolo e dominata dai beduini sciiti Mazyadidi, all'epoca guidati da Dubays ibn Ṣadaqa, è nell'Iraq contemporaneo il capoluogo del governatorato di Babil e si trova nei pressi delle rovine delle antiche città di Babilonia, Borsippa e Kish. È situata in una regione prevalentemente di carattere agricolo, ampiamente irrigata con l'acqua del fiume Tigri, che ha incrementato vaste coltivazioni di cereali e frutta.

## Storia
La città era uno dei maggiori centri di erudizione ed educazione islamica. Si pensa che la tomba del profeta giudaico Ezechiele sia collocata in un vicino villaggio.
La città fu fondata nel 1101 e divenne il maggiore centro amministrativo durante il dominio degli imperi britannico e ottomano.
Nel 1920 la città fu teatro di un pesante combattimento quando, durante la Insurrezione anti-britannica in Iraq, si ritiene che 300 soldati del reggimento di Manchester siano stati sconfitti.
Si pensa che qui si trovassero i famosi Giardini pensili di Babilonia, una delle sette meraviglie del mondo antico.

### al-Ḥilla durante l'invasione americana dell'Iraq
al-Ḥilla è stata teatro di un cruento combattimento nel corso dell'invasione dell'Iraq del 2003.
Le vittime irachene nella divisione al-Madīna della Guardia Repubblicana irachena furono in numero sconosciuto, ma si calcola siano state diverse centinaia le vittime nel violento combattimento con l'esercito statunitense. Dopo la battaglia le forze armate degli Stati Uniti avanzarono verso Baghdad e i Marines presero il possesso di al-Ḥilla.
Poco tempo dopo l'invasione alcuni locali riportarono della presenza di una fossa comune nell'area intorno ad al-Ḥilla. I cittadini del posto e i membri dell'Office for Reconstruction and Humanitarian Assistance (ORHA) statunitense lavorarono insieme per recuperare migliaia di iracheni che erano stati uccisi dalle forze di sicurezza di Saddam Hussein durante la rivolta contro il suo governo del 1991.
La I divisione dei Marines stabilì una base in uno dei palazzi di Saddam Hussein, a circa 2 km a nord da al-Ḥilla, finendo col danneggiare ulteriormente le rovine dell'antica città di Babilonia.
La 372ª Compagnia di Polizia Militare statunitense fece rispettare la legge e l'ordine, addestrando anche un raggruppamento di polizia irachena in città nel periodo compreso tra il giugno e l'ottobre del 2003, prima di spostarsi nella prigione di Abu Ghraib, presto diventata famigerata per gli abusi condotti da una parte del personale carcerario statunitense, nel complice silenzio dei loro commilitoni.

La città entrò a far parte della zona militare assegnata ai soldati polacchi dello schieramento anti-iracheno durante tutta la loro occupazione dell'Iraq.

## Attentati
Dopo l'invasione iniziale, al-Ḥilla fu relativamente calma, pur diventando obiettivo di numerosi attentati dinamitardi.
- Nel febbraio 2004 alcuni rivoltosi provarono a far saltare in aria un accampamento gestito dalle truppe ungheresi con camion bomba, ma fallirono.
- Il 28 febbraio 2005 vide il più cruento singolo attacco ribelle che provocò l'uccisione di 125 persone con un'autobomba fuori da una clinica medica.
- Il 3 marzo 2005 due attacchi suicidi uccisero 31 poliziotti sciiti e ferendone 108
- Il 30 settembre 2005 un'autobomba esplose in un mercato ortofrutticolo di al-Ḥilla, uccidendo 10 persone e ferendone 30.
- Il 2 gennaio 2007 almeno 73 persone furono uccise e più di 160 vennero ferite quando due attentatori-suicidi si fecero esplodere al raduno delle milizie sciite.
- Il 1º febbraio 2007 un paio di attentatori-suicidi fecero saltare l'esplosivo con cui si erano imbottiti il corpo tra gli acquirenti di un affollato mercato all'aperto, uccidendo almeno 45 persone e ferendone circa 150.
- Il 6 marzo 2007 114 persone rimasero uccise e almeno 147 vennero ferite in due attacchi con autobomba contro un santuario sciita della cittadina.
- Il 9 marzo 2014 rimangono uccise almeno 34 persone (tra cui 5 bambini) e ne vengono ferite circa 160 in seguito ad un attentato kamikaze davanti ad un posto di blocco per entrare nella città[2]
- Il 25 novembre 2016 un attentato terroristico causa almeno 100 morti con l'esplosione di un kamikaze.